# Sergio Lecea
Sergio Lecea Fernández (1931 – 2019) fue un entrenador de fútbol chileno que trabajó en Chile, Honduras y El Salvador.

## Clubes
| Club                  | País        | Año       |
| --------------------- | ----------- | --------- |
| La Serena             | Chile       | 1959      |
| Selección de Honduras | Honduras    | 1966-1967 |
| Universidad           | El Salvador | 1968      |
| Palestino             | Chile       | 1969      |